# Dubai Shopping Festival
'Dubai Shopping Festival ( 'DSF) se inició el 15 de febrero 1996 como un evento de venta al por menor destinados a revitalizar el comercio minorista de Dubái , Emiratos Árabes Unidos. Desde entonces, ha sido promovido como un turístico. Este mes anual de eventos de largo suele ser programadas durante el primer trimestre del año, atrayendo a cerca de 3 millones de personas a Dubai.